# Anelaphus hirtus
Anelaphus hirtus là một loài bọ cánh cứng trong họ Cerambycidae.